# Worst Case Scenario
Worst Case Scenario – debiutancka płyta zespołu dEUS. Odznaczająca się szczególnie oryginalnym brzmieniem, jakiego dostarczają skrzypce i wokal Stefa Kamila Carlensa. Przez krytyków i środowiska muzyczne uważana za najlepszą płytę dEUSa.

## Lista utworów
1. "Intro" (Tom Barman, Jules de Borgher) – 0:24
2. "Suds & Soda" (dEUS) – 5:14
3. "W.C.S. (First Draft)" (Barman, Stef Kamil Carlens)– 5:05
4. "Jigsaw You" (Barman, Carlens) – 2:26
5. "Morticiachair" (dEUS) – 4:23
6. "Via" (Barman, Marc Meyers) – 4:12
7. "Right as Rain" (Barman, Rudy Trouvé, Carlens) – 4:27
8. "Mute" (Barman) – 3:57
9. "Let's Get Lost" (Barman, Carlens) – 4:23
10. "Hotellounge (Be the Death of Me)" (Barman, Trouvé) – 6:23
11. "Shake Your Hip" (dEUS) – 0:41
12. "Great American Nude" (Trouvé) – 5:39
13. "Secret Hell" (Barman) – 4:59
14. "Divebomb Djingle" (Carlens, Ward, Christie) – 3:00